# Куйганський сільський округ (Тарбагатайський район)
Куйганський сільський округ (каз. Құйған ауылдық округі, рос. Куйганский сельский округ) — адміністративна одиниця у складі Тарбагатайського району Східноказахстанської області Казахстану. Адміністративний центр — село Куйган.
Населення — 1300 осіб (2021; 2262 у 2009, 3245 у 1999, 3205 у 1989).
Станом на 1989 рік існувала Куйганська сільська рада (села Джамбул, Жаланаш, Карой, Кизилкора, Куйган). 1998 року зі складу округу було виділене село Карой та передане до складу Карасуського сільського округу. Тоді ж було ліквідовано село Кизилкора.

## Склад
До складу округу входять такі населені пункти:
| Населений пункт | Старі назви | Населення, осіб (1989) | Населення, осіб (1999) | Населення, осіб (2009) | Населення, осіб (2021) |
| --------------- | ----------- | ---------------------- | ---------------------- | ---------------------- | ---------------------- |
| Жаланаш, село   | -           | 469                    | 402                    | 271                    | 177                    |
| Жамбил, село    | Джамбул     | 786                    | 818                    | 494                    | 320                    |
| --Жарик, село   | -           | -                      | -                      | -                      | 2                      |
| Кизилкора, село | Кизил-Кора  | 250                    | -                      | -                      | -                      |
| Куйган, село    | -           | 1700                   | 2025                   | 1497                   | 801                    |